# Oreste Sallustro
Oreste Sallustro (Asunción, Paraguay, 16 de agosto de 1911) es un exfutbolista paraguayo naturalizado italiano. Jugaba de mediocampista.

## Trayectoria
Nacido en Paraguay de padres italianos, se mudó muy joven con su familia a Nápoles. Empezó su carrera deportiva en el Napoli, donde jugaba su hermano mayor Attila (por eso era llamado "Sallustro II").
En 1933 fue contratado por el Savoia de Torre Annunziata (Nápoles), donde jugó una sola temporada antes de volver al Napoli. En 1936-37 pasó al Bari y el año siguiente otra vez al Savoia.
Concluyó su carrera en 1939, en el desaparecido club napolitano Ilva Bagnolese.

## Clubes
| Club           | País   | Año         |
| -------------- | ------ | ----------- |
| AC Napoli      | Italia | 1929 - 1933 |
| FC Savoia      | Italia | 1933 - 1934 |
| AC Napoli      | Italia | 1934 - 1936 |
| AS Bari        | Italia | 1936 - 1937 |
| FC Savoia      | Italia | 1937 - 1938 |
| Ilva Bagnolese | Italia | 1938 - 1939 |